# Euceros melleus
Euceros melleus là một loài tò vò trong họ Ichneumonidae.